# Hermonassa siamensis
Hermonassa siamensis är en fjärilsart som beskrevs av Mamoru Owada 1985. Hermonassa siamensis ingår i släktet Hermonassa och familjen nattflyn. Inga underarter finns listade i Catalogue of Life.